# Asiles
Études sur la condition sociale des malades mentaux
Pour les articles homonymes, voir Asile.
 (mars 2022).
- Si vous ne connaissez pas le sujet, laissez ce bandeau (vous pouvez alors contacter les auteurs).
- Si vous supprimez le contenu mis en cause (vous pouvez préalablement contacter les auteurs),

argumentez précisément cette suppression dans la page de discussion
(un manque de référence n'est pas un argument ; une recherche réelle de référence doit avoir été effectuée, être formellement documentée).
 (juillet 2020).
Si vous disposez d'ouvrages ou d'articles de référence ou si vous connaissez des sites web de qualité traitant du thème abordé ici, merci de compléter l'article en donnant les références utiles à sa vérifiabilité et en les liant à la section « Notes et références ».
Asiles est un livre du sociologue américain Erving Goffman. Il est composé de quatre essais parus en 1961 aux États-Unis et traduits en France en 1968 par les Éditions de minuit sous le titre Asiles : études sur la condition sociale des malades mentaux. Ces essais se fondent sur l'observation intensive réalisée au sein d'une institution psychiatrique pour détailler la théorie de l'institution totale de l'auteur. Ils établissent la possibilité pour les différents acteurs confinés dans des lieux reclus d'exploiter leurs caractéristiques particulières pour satisfaire certains de leurs besoins personnels. L'enquête a eu lieu au sein du St. Elizabeths Hospital à Washington D.C.

## Les institutions totales
Dans cet ouvrage, Goffman utilise la méthode durkheimienne de la définition préalable et construit un objet, l’institution totale, pour y appliquer la méthode idéale typique.
L’institution totale est un « lieu de résidence et/ou de travail » réunissant un certain nombre d’individus dans ces conditions :
- coupure du monde concrétisée par des obstacles matériels
- prise en charge de tous les besoins des reclus
- fonctionnement bureaucratique
- contacts limités entre reclus et personnel
- annihilation des frontières entre les différents champs de la vie quotidienne (dormir, travail, loisirs).

S’agissant d’un idéal-type, ces traits peuvent se présenter à différents degrés selon les institutions totales.
Goffman en dégage cinq sous-catégories :
- les organismes qui prennent en charge « les personnes jugées incapables de subvenir à leurs besoins et inoffensives » (foyers pour aveugles, orphelinats…)
- les organismes qui prennent en charge « les personnes jugées à la fois incapables de s’occuper d’elles-mêmes et dangereuses pour la communauté, même si cette nocivité est involontaire » (sanatoriums, léproserie, asiles…)
- Les institutions destinées « à protéger la communauté contre des menaces qualifiées d’intentionnelles, sans que l’intérêt des personnes séquestrées soit le premier but visé » (prisons, camps de concentration)
- Les institutions qui cherchent à « créer les meilleures conditions possibles pour la réalisation d’une tâche donnée » (casernes, navires…)
- « Les établissements qui ont pour but d’assurer une retraite hors du monde » (principalement destinés à former des religieux : abbayes, monastères…).

On trouve dans les institutions totales :
- des reclus (« inmates »), c'est-à-dire des individus isolés dans ce milieu, qu’ils y soient introduits de force ou volontairement.
- un personnel, qui, lui, accède au monde extérieur une fois ses 8 h de travail effectuées.

## Adaptations primaires et secondaires
Deux forces s’opposent dans ces institutions :
- D’un côté, elles ont une dimension englobante, une capacité à assigner aux reclus un rôle bien déterminé. Cela passe par diverses techniques de mortification, de dépersonnalisation, d’aliénation (contamination physique, morale, cérémonies d’admission, dépouillement des biens, perte de l’autonomie, embrigadement…) justifiées de diverses manières (raisons d’hygiène, de sécurité…). Ces techniques vont plus ou moins structurer les perceptions et comportements des reclus de manière uniforme et selon un rôle décidé par l’institution. Les individus ont alors intérêt à jouer le jeu et à se conformer à leur nouveau rôle. Cette conduite peut être gratifiante et leur permettre d'obtenir certains privilèges, c'est l’adaptation primaire.
- D’un autre côté, les acteurs que sont les reclus ont une capacité à s’écarter du rôle que l’institution leur assigne par l’adaptation secondaire. Celle-ci peut être désintégrante (elle consiste alors en des attaques contre l’institution) ou intégrée (passant par des stratégies d’adaptation par lesquelles le détenu tente de se réapproprier sa vie).

Cette étude des institutions totales concerne principalement les parties 1 et 3 du livre. Goffman y utilise des éléments de littérature très divers.

## L’asile (étude ethnographique)
Dans les parties 2 et 4, Goffman met à profit une observation directe effectuée dans un hôpital psychiatrique pour étayer une théorie interactionniste des institutions totales. Il qualifie sa méthode de recueil des données d’« étude ethnographique ».
Note : La majorité de la littérature française sur Goffman a commis une approximation en qualifiant sa méthode dans Asiles « d'observation participante ». Les traducteurs eux-mêmes s’y sont trompés en intégrant l’expression dans l’index qui achève l’ouvrage. Pourtant, Goffman insiste dès l’introduction sur le fait que son observation était neutre, que malgré son poste officiel dans la hiérarchie de l’établissement Ste Elisabeth de Washington de 1954 à 1957, il ne prenait jamais partie, ne participait jamais aux activités et prenait garde à n’être jamais pris pour un membre du personnel par les reclus, et vice-versa. Or, l’observation participante consiste à essayer, tant que possible, de se mettre à la place des individus ou populations observées pour recréer une expérience subjective proche. La méthode de Goffman est qualifiable d’observation intensive, mais pas participante.

## Carrière morale et interactions
Dans Asiles, Goffman aborde notamment la « carrière morale » des malades mentaux, exemple clé de l’analyse interactionniste. Elle se divise en deux principales phases : la carrière pré hospitalière et la carrière hospitalière.
La carrière morale se présente comme un entremêlement successif de déterminismes et contingences.
Goffman insiste régulièrement sur le fait que son centre d’intérêt n’est pas l’existence objective d’une maladie chez la personne qualifiée de « malade mental » (il remet d’ailleurs souvent en cause cette existence objective), mais la progression de la maladie mentale au sens sociologique, c'est-à-dire en tant qu’étiquette dans les interactions : qu’il soit réellement malade ou non, le « malade » est considéré comme malade par ceux qui s’adressent à lui du simple fait de la place qu'il occupe dans l’institution, et donc dans les interactions.
D’ailleurs, la carrière pré hospitalière s’achève par un phénomène d’illusion rétrospective, c'est-à-dire qu’à la lumière de l’internement du malade, tous ses comportements précédents seront réinterprétés a posteriori comme les symptômes évidents d’une maladie qu’il fallait traiter.
Entre le malade et le personnel se créent un antagonisme et des images stéréotypées de l’autre qui forgent la façon dont chacun se représente la position de l’autre et sa propre position.
Dans ce cadre, les relations entre acteurs se construisent dans leurs interactions, c'est-à-dire leurs actions qui engendrent forcément une réaction de l’autre. Par exemple, quand le personnel traite un malade comme il considère que doit être traité un malade, le « malade » a plusieurs possibilités : il peut se soumettre et se conformer à ce qu’attend de lui le personnel, ou se révolter, ou faire semblant en "négociant" (négociation souterraine toujours précaire), un espace de vie qui lui permet d'obtenir une relative autonomie. Mais dans tous les cas, sa relative liberté s’exerce dans le choix d’une des possibilités de réponses que lui offre l’action du personnel.
Comme dans tout lieu "totalisant", qui organise bureaucratiquement en détail la vie des internés. Il y a un fossé entre l'organisation prescrite, et la vie réelle de l'institution. C'est dans ces espaces de liberté précaire que se construit pour les malades les plus autonomes à la fois la résistance et l'adaptation secondaire.
Dans la réalité, sans ces espaces, l'institution ne fonctionne pas ou mal, ils ont donc un rôle essentiel dans l'interaction entre le personnel d'exécution (qui subit partiellement aussi les injonctions bureaucratiques du management) et les internés.

## Liens Internes
- Erving Goffman
- École de Chicago
- Psychiatrie